# Walter Hückel
Walter Hückel (* 18. Februar 1895 in Charlottenburg; † 4. Januar 1973 in Tübingen) war ein deutscher Chemiker. Von 1948 bis zu seiner Emeritierung 1963 war er Direktor des Pharmazeutisch-chemischen Instituts in Tübingen. Bekannt wurde Walter Hückel unter anderem durch seine Lehrbücher.

## Leben
Walter Hückel wurde 1895 als ältester Sohn des Arztes Armand Hückel (1865–1929) geboren, seine Geschwister waren Erich Hückel (1896–1980; Chemiker und Physiker) und Rudi Hückel (1899–1949; Arzt). Einer seiner Urgroßväter war der Botaniker Carl Friedrich von Gärtner (1772–1850), einer seiner Ururgroßväter Joseph Gärtner (1732–1791), Botaniker in Sankt Petersburg.
Ab 1901 besuchte Hückel eine private Vorschule, ab 1904 das humanistische Gymnasium in Göttingen, wo er 1913 sein Abitur bestand. Anschließend studierte er Chemie an der Universität Göttingen. Während des Ersten Weltkriegs war er von 1915 bis 1918 im Kriegsdienst tätig.
1920 wurde er mit der Dissertation „Hydroaromatische 1,2-Dicarbonsäuren und ihr Verhalten bei der Destillation mit Essigsäureanhydrid“ zum Dr. phil. promoviert. Danach arbeitete er für sieben Jahre als Assistent am Chemischen Institut der Universität Göttingen, wo er sich mit der Stereochemie auseinandersetzte. Währenddessen habilitierte er 1923 für das Fach Chemie. Daraufhin war Hückel von 1927 bis 1930 als Professor für organische Chemie an der Universität Freiburg tätig. Von 1930 bis 1945 war er erst fünf Jahre Professor und Direktor des Chemischen Instituts an der Universität Greifswald und anschließend zehn Jahre in selber Funktion an der Universität Breslau. Anschließend war er bis 1947 in Göttingen wissenschaftlicher Berater bei der Firma Sartorius.
1947 war er für ein Jahr Gastprofessor der Chemie an der Universität Tübingen. Danach arbeitete er bis 1963 als Professor für Pharmazeutische Chemie und war Direktor des Pharmazeutisch-chemischen Instituts an der Universität Tübingen. Von 1955 bis 1956 war er Dekan der Naturwissenschaftlich-mathematischen Fakultät.
1939 wurde er zum korrespondierenden Mitglied der Göttinger Akademie der Wissenschaften gewählt. Im Jahr 1940 wurde er zum Mitglied der Leopoldina gewählt, seit 1958 war er ordentliches Mitglied der Heidelberger Akademie der Wissenschaften und 1966 wurde ihm die neu gestiftete Otto-Wallach-Plakette der Gesellschaft Deutscher Chemiker verliehen.
Hückel beschäftigte sich in seinen Experimentalforschungen hauptsächlich mit der Stereochemie und den Mechanismen organischer Reaktionen. Hierbei beschäftigte er sich besonders intensiv mit den Zusammenhängen zwischen Reaktivität und räumlichem Bau der Moleküle. Des Weiteren erforschte er die Hydrierung ungesättigter Kohlenwasserstoffe mit Alkalimetallen in flüssigem Ammoniak. Diese Reaktion wird heute als „Birch-Hückel-Reduktion“ bezeichnet.
Hückel war verheiratet und hatte vier Kinder.

## Ehrungen
- 1934: Grignard-Medaille der Société Chimique de France
- 1946: Berzelius-Medaille, Schweden
- 1957: Medaille der Königlichen Akademie des Wissens, Amsterdam
- 1960: Ehrendoktorwürde der Universität Rennes[2]
- 1962: Stass-Medaille de Société Chimique de Belgique
- 1965: Ehrendoktorwürde der Universität Dijon
- 1965: Ehrendoktorwürde der Universität Kiel[2]
- 1966: Otto-Wallach-Plakette der Gesellschaft Deutscher Chemiker

## Veröffentlichungen (Auswahl)
- Pharmazeutische Chemie und Arzneimittelsynthese, Enke, Stuttgart 1953/54
- Theoretische Grundlagen der Organischen Chemie, Verlag Chemie, 1953
- Die Entwicklung der Hypothese vom nichtklassischen Ion : eine historisch-kritische Studie, Heidelberg : Springer 1968 (Reihe: Heidelberger Akademie der Wissenschaften. Mathematisch-Naturwissenschaftliche Klasse: Sitzungsberichte der Heidelberger Akademie der Wissenschaften, Mathematisch-Naturwissenschaftliche Klasse ; Jg. 1967/68, Abh. 5).